# 南京无索腹菌
南京无索腹菌（学名：Martellia nanjingensis）是属于红菇目红菇科无索腹菌属的一种担子菌。该种分布于中国。